# Le Hézo
Le Hézo (in bretone: Hezoù) è un comune francese di 735 abitanti situato nel dipartimento del Morbihan nella regione della Bretagna. Il comune si affaccia sul golfo di Morbihan.

## Società

### Evoluzione demografica
Abitanti censiti